# Batone I
Batone I, conosciuto come Batone il Desiziato (35-30 a.C. – Ravenna, ...), è stato un condottiero illiro, che guidò i Desiziati nella grande rivolta dalmato-pannonica del 6-9 contro l'Impero Romano.

## Antefatto
Batone nacque probabilmente tra il 35 e il 30 a.C., in quella che è oggi la Bosnia superiore. Apparteneva alla tribù indigena dei Desiziati, la cui patria era in quella che è oggi la Bosnia centrale, e scelse, in un momento critico, di condurre il suo popolo nella sua lotta contro gli occupanti romani. Dal 33 a.C. i Desiziati erano sotto il dominio romano come una comunità nomade semi-indipendente. La comunità dei Desiziati apparteneva alla provincia romana dell'Illyricum con capitale Salona sulla costa adriatica. Batone è stato probabilmente un membro di una nota famiglia locale, e da adulto era probabilmente un funzionario politico e militare dei Desiziati.

## Rivolta

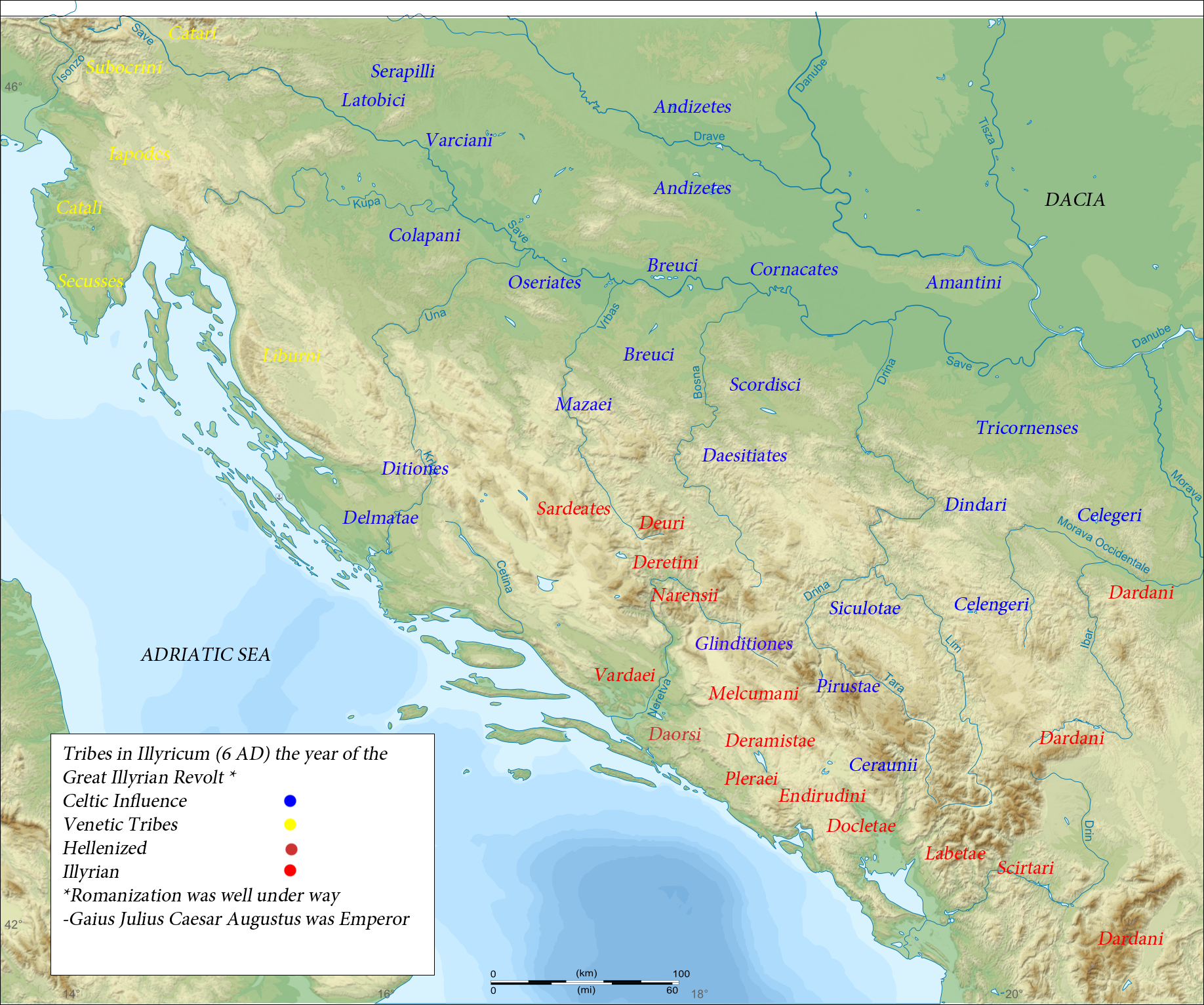
Diffusione delle tribù nell'Illyricum e dintorni nel 6 d.C., l'anno della grande rivolta Illirica, dopo la conquista romana

Nel 6 d.C. i Romani pianificarono di attaccare i Marcomanni e a tal scopo Augusto ordinò la mobilitazione delle forze ausiliarie illiriche. Ma nella primavera dello stesso anno le forze illiriche in Bosnia con a capo Batone si ribellarono. Nella regione pannonica dell'Illyricum anche i Breuci si ribellarono e il loro leader, chiamato anch'esso Batone, si mise alla loro testa. Nell'autunno del 6 d.C. i due eserciti si unirono, con i due Batoni a capo di un esercito di ribelli, tra loro alleati.
Roma inviò dieci legioni e un analogo numero di truppe ausiliarie, di alleati e di mercenari per schiacciare la rivolta. Molti, all'interno delle legioni romane, erano veterani di guerra. Il comandante supremo di tutte le forze romane era il futuro imperatore Tiberio. Batone il Desiziato tentò senza successo di prendere Salona, ma dopo essere stato sconfitto da Marco Valerio Messalla Messallino, il governatore dell'Illyricum, si ritirò a nord per unire le proprie forze con quelle dell'altro Batone, il leader del Breuci. Dopo due anni di guerra, nell'estate dell'8 d.C., Batone II si arrese a Tiberio sulle rive del fiume Bathinus (probabilmente il fiume Bosna). Subito dopo, venne catturato da Batone I, e condannato a morte da un'assemblea popolare. L'anno successivo Tiberio e Germanico lanciarono una campagna contro i Desiziati.  Dopo aspre battaglie, nel settembre del 9 d.C., solo pochi giorni prima della battaglia della foresta di Teutoburgo, Batone e i Desiziati si arresero a Tiberio. Quando Tiberio chiese a Batone e ai Desiziati perché si fossero ribellati, si dice che Batone abbia risposto: «Voi Romani, dovete essere incolpati per aver mandato, come guardiani delle vostre greggi, non cani o pastori, ma lupi». Batone trascorse il resto della sua vita nella città italiana di Ravenna.